# Luisa Posada Kubissa
María Luisa Posada Kubisa (Madrid, 12 de junho de 1957), é uma filosofa, escritora e teórica feminista espanhola. Professora titular de Teoria do Conhecimento, Estética e História do pensamento da faculdade de Filosofia da Universidade Complutense de Madrid.

## Publicações
Livros
- 2015: Filosofía, crítica y (re)flexiones feministas, Editorial Fundamentos
- 2012: Sexo, vindicación y pensamiento. Huerga & Fierro
- 2010: Luisa Posada Kubissa y Maríán López Fdez.Cao (eds.) Pensar con Celia Amorós, Editorial Fundamentos
- 2008: Razón y conocimiento en Kant. Biblioteca Nueva. Madrid
- 2007: Celia Amorós y Luisa Posada Kubissa (eds.) Feminismo y Multiculturalismo. Instituto da mulher
- 2000: Celia Amorós. Ediciones del Orto
- 1998: Sexo y esencia. De esencialismos encubiertos y esencialismos heredados. Editorial horas y horas
- 1995: (Traducción del alemán) Filosofía de damas y moral masculina. Del Abad de Gérard al Marqués de Sade. Un ensayo sobre la razón ingeniosa, de Ursula Pia Jauch

Colaborações em obras colectivas
- 2011: “La trata de mujeres en la globalización”, en Celia Amorós y Fernando Quesada (coord.) Las mujeres como sujetos emergentes en la era de la globalización: nuevas modalidades de violencia y nuevas formas de ciudadanía, Instituto de la Mujer-Estudios.
- 2010: “A manera de introducción”, en Maríán López Fdez.Cao y Luisa Posada Kubissa (eds.) Pensar con Celia Amorós, Editorial Fundamentos
- 2008: “La epistemologización de la diferencia y la impugnación del paradigma de la igualdad entre los sexos”, en Alicia Puleo (ed.) El reto de la igualdad de género. Nuevas perspectivas en Ética y Filosofía Política. Editorial Biblioteca Nueva
- 2008: “Sobre violencia de género: algunas reflexiones a propósito de la educación y la legislación”, en Rosa Cobo Bedía (coord.) Educar en la ciudadanía: perspectivas feministas. Libros de la Catarata
- 2007: “El feminismo árabe de Fatema Mernissi”, en Celia Amorós y Luisa Posada Kubissa (eds.) Feminismo y multiculturalismo. Instituto de la mujer
- 2006: “Sobre multiculturalismo y feminismo: diferencia cultural y universalidad”, en Rosa Cobo Bedía (ed.) Interculturalidad, feminismo y educación.  Catarata, Ministerio de educación y ciencia. Madrid[2]
- 2006: “Celia Amorós“, en Mª José Guerra y Ana Hardisson (coords.) 20 pensadoras del siglo XX, Tomo II. Ediciones Nóbel
- 2005: “La diferencia sexual como diferencia esencial: sobre Luce Irigaray” en Celia Amorós y Ana de Miguel (eds.) Teoría feminista: de la ilustración a la globalización, Vol.2. Editorial Minerva.
- 2005: “El pensamiento de la diferencia sexual: el feminismo italiano. Luisa Muraro y El orden simbólico de la madre”, en Celia Amorós y Ana de Miguel (eds.)  Teoría feminista: de la ilustración a la globalización, Vol.2. Editorial Minerva.
- 2004: “The Growing Presence of Feminist Theory in Spain”, en Elisabeth de Sotelo (ed.) New woman of Spain. Munster: Lit Verlag
- 2002: “Las Hijas Deben Ser Siempre Sumisas. Discurso patriarcal y violencia contra las Mujeres”, en Violencia de género y sociedad: una cuestión de poder, Madrid, Ayuntamiento de Madrid.
- 2002: Prólogo, en Lidia Cirillo (aut.) Mejor huérfanas. Por una crítica feminista al pensamiento de la diferencia. Anthropos Editorial
- 2000: “Teoría feminista y construcción de la subjetividad”, en  Almudena Hernando (ed.) La construcción de la subjetividad femenina. Instituto de Investigaciones Feministas UCM-Asociación cultural Al-Mudaina
- 2000: “De discursos estéticos, sustituciones categoriales y otras operaciones simbólicas: en torno a la filosofía del feminismo de la diferencia”, en Celia Amorós (ed.) Feminismo y filosofía. Editorial Síntesis
- 1998: “Feminismo, igualdad y discurso contemporáneo. (A 150 años de Séneca Falls)”, en Concha Fagoaga (ed.) 1898-1998 Un siglo avanzando hacia la igualdad de las mujeres. Dirección General de la Mujer-CAM
- 1995: “Pactos entre mujeres”,  en Celia Amorós (directora) 10 palabras clave sobre mujer. Editorial Verbo Divino[3]
- 1992: “Kant: de la dualidad teórica a la desigualdad práctica”, en Celia Amorós (ed.) 1988-1992: actas del seminario permanente. Instituto de Investigaciones Feministas Feminismo e ilustración